# Sällskapet de fattigas vänner
Sällskapet de fattigas vänner var en svensk välgörenhetsförening, grundad av drottning Josefina år 1826. Syftet var att ge understöd till fattiga änkor med barn i Stockholm. 